# 胞胎站
胞胎站（韓語：포태역）是朝鮮民主主義人民共和國两江道三池渊市胞胎洞的一個鐵路車站，属于三池渊线。

## 历史
- 2017年4月5日，开通使用[1]。

## 邻近车站
三池渊线
普天青年站 - 胞胎站 - 鯉明水青年站